# Данези, Анна
Анна Данези (итал. Anna Danesi; род. 20 апреля 1996, Брешиа, область Ломбардия, Италия) — итальянская волейболистка, центральная блокирующая. Олимпийская чемпионка 2024, чемпионка Европы 2021.

## Биография
Волейболом Анна Данези начала заниматься в 5-летнем возрасте. В 2010—2011 выступала за юниорскую команду из Ораго, где её тренером был Джузеппе Бозетти (отец двух известных волейболисток — Лучии и Катерины Бозетти). Затем была приглашена в ВК «Вилла-Кортезе», за молодёжную команду которого играла на протяжении двух лет, а также периодически подключалась и к основному составу. После роспуска клуба сезон провела в серии В1 чемпионата Италии в столичной команде «Воллейро», а с 2014 два сезона выступала за «Клуб Италия», являвшуюся базовой для юниорской сборной страны.
В 2016—2019 играла за ведущую команду страны — «Имоко Воллей» из Конельяно, став с ней двукратной чемпионкой Италии, победителем розыгрыша Кубка и дважды — Суперкубка страны, 3-кратным призёром Лиги чемпионов ЕКВ. С 2019 выступает за команду из Монцы, с которой в 2021 выиграла Кубок ЕКВ.
В 2011—2015 Данези играла за юниорскую и молодёжную сборные Италии, а в январе 2016 дебютировала в национальной сборной страны в европейском олимпийском отборочном турнире. В составе национальной команды участвовала в Олимпийских играх, становилась призёром чемпионата мира 2018 и Европы 2019, а в 2021 выиграла «золото» континентального первенства, войдя в символическую сборную турнира.
В 2024 году на Олимпийских играх в Париже выиграла «золото» Игр и вошла в символическую сборную турнира в качестве лучшей центральной блокирующей (одной из двух).

### Клубная карьера
- 2010—2011 —  «Ораго»;
- 2011—2013 —  «Вилла-Кортезе»-2;
- 2011—2013 —  «Асистел Карнаги» (Вилла-Кортезе);
- 2013—2014 —  «Воллейро Казаль-де-Пацци» (Рим);
- 2014—2016 —  «Клуб Италия» (Рим);
- 2016—2019 —  «Имоко Воллей» (Конельяно);
- 2019—2022 —  «Саугелла»/«Веро Воллей» (Монца);
- 2022—2024 —  «Игор Горгондзола» (Новара);
- с 2024 —  «Веро Воллей Милано» (Монца).

## Достижения

### Со сборными Италии
- Олимпийская чемпионка 2024
- серебряный (2018) и бронзовый (2022) призёр чемпионатов мира.
- серебряный призёр Мирового Гран-при 2017.
- 3-кратная чемпионка Лиги наций — 2022, 2024, 2025.
- чемпионка Европы 2021;
  - бронзовый призёр чемпионата Европы 2019.
- бронзовый призёр молодёжного чемпионата мира 2015.
- серебряный призёр чемпионата Европы среди девушек 2013.

### С клубами
- двукратная чемпионка Италии — 2018, 2019;
  - двукратный серебряный (2022, 2025) и двукратный бронзовый (2017, 2021) призёр чемпионатов Италии.
- победитель розыгрыша Кубка Италии 2017;
  - 3-кратный серебряный призёр Кубка Италии — 2018, 2019, 2025.
- двукратный обладатель Суперкубка Италии — 2016, 2018.

- двукратный серебряный (2017, 2019) и двукратный бронзовый (2018, 2025) призёр Лиги чемпионов ЕКВ.
- победитель розыгрыша Кубка Европейской конфедерации волейбола 2021.
- победитель розыгрыша Кубка вызова ЕКВ 2024.
- бронзовый призёр чемпионата мира среди клубных команд 2024.

### Индивидуальные
- 2015: лучшая центральная блокирующая (одна из двух) молодёжного чемпионата мира.
- 2021: лучшая центральная блокирующая (одна из двух) чемпионата Европы.
- 2022: лучшая центральная блокирующая (одна из двух) чемпионата мира.
- 2024: лучшая центральная блокирующая (одна из двух) Олимпийских игр.